# Вера Карми
Вера Карми (наст. Вирджиния Дольоли, итал. Virginia Doglioli, 23 ноября 1914, Турин — 6 сентября 1969, Рим) — итальянская киноактриса. Снялась в 51 фильме между 1940 и 1956 годами. 

## Жизнь и карьера
Вирджиния Дольоли родилась в Турине. «Засветилась» на конкурсе красоты, где её заметил режиссёр Фердинандо Мария Поджоли. В 1940 году дебютировала во второплановой роли в его фильме Прощай молодость, после чего быстро стала одной из самых востребованных актрис эпохи «белых телефонов».
После войны получила признание критики за ряд драматических ролей, в частности, в фильме Марио Сольдати Его молодая жена и в картине Лучано Эммера Воскресенье в августе. Также активно выступала на театральной сцене. Постепенно появлялась во всё менее заметных ролях и, в конце концов, оставила актёрскую профессию во второй половине 1950-х годов.
Вера Карми была первой женой футболиста Джузеппе Альдо Бореля.

## Избранная фильмография
- «Прощай, Молодость» (1940)

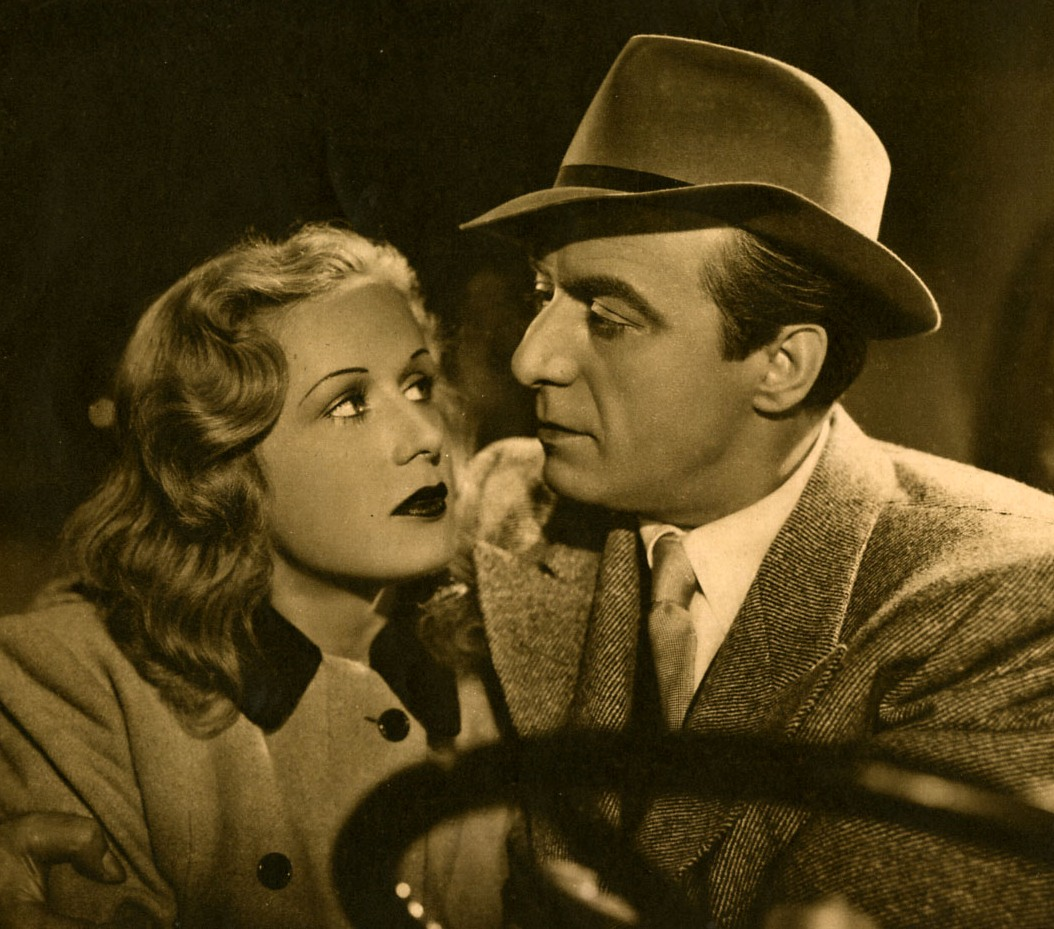
Карми с Фоско Джакетти в фильме Labbra serrate (1942)

- «Скрытный» (Labbra serrate) (1942)
- Anything for a Song (1943)
- La vispa Teresa (1943)
- The Za-Bum Circus (1944)
- Его молодая жена (1945)
- The Models of Margutta (1946)
- Как я проиграл войну (1947)
- Такси номер 13 (1948)
- Рождество в лагере 119 (1948)
- Воскресенье в августе (1950)
- Le due sorelle(1950)
- Мое сердце поёт (1951)
- Buon viaggio pover’uomo (1951)
- Milano miliardaria (1951)
- Черные перья (1952)
- Слепая женщина из Сорренто (1952)
- Я всегда любил тебя (1953)
- Concert of Intrigue  (1954)
- Amici per la pelle  (1955)
- Откровение (1955)